# سامي هيوز
سامي هيوز (بالإنجليزية: Sammy Hughes) كان لاعب كرة قدم لعب في دوري أيرلندا الشمالية الممتاز مع غلينتوران في الخمسينيات من القرن الماضي.
كان هيوز هداف الدوري الأيرلندي في مواسم 1949–50، و1950–51، و1952–1953.
توفي في 28 أبريل 2011 عن عمر يناهز 85 عامًا.